# Stéphane Krafft
Stéphane Krafft (Eaubonne, 16 oktober 1979 – Oudenaarde, 5 april 2025) was een Frans wielrenner die twee jaar prof was bij Cofidis. In april 2025 overleed hij nadat hij tijdens toertocht van de Ronde van Vlaanderen op de Oude Kwaremont werd getroffen door een insult.

## Ploegen
- 1999 –  Cofidis (stagiair vanaf 1 september)
- 2000 –  Cofidis
- 2001 –  Cofidis

Bourgain · 
De Wolf · 
Delbove · 
Desbiens · 
Farazijn · 
Gané · 
Gaumont · 
Gwiazdowski · 
Jalabert · 
Julich · 
Lamour · 
Lelli · 
Le Quellec · 
Loder · 
Mattan · 
Meier · 
Millar · 
Moncoutié · 
Moreau ·
Plouhinec · 
Prétot · 
Quemener · 
Rinero · 
Rokia · 
Tombak · 
Tournant · 
Vandenbroucke · 
Guillaume (stagiair) · 
Krafft (stagiair) · 
Ravaleu (stagiair) 
Bourgain · 
De Wolf · 
Desbiens · 
Farazijn · 
Flammang · 
Gané · 
Gaumont · 
Krafft · 
Lamour · 
Le Boulanger · 
D. Lefèvre · 
L. Lefèvre · 
Lelli · 
Le Quellec · 
Loder ·
Lopeboselli ·
Mattan · 
Meier · 
Millar · 
Moncoutié · 
Moreau ·
Peers · 
Planckaert ·
Pommereau ·
Prétot · 
Rinero · 
Sassone · 
Silovs · 
Tombak · 
Tournant · 
Vandenbroucke · 
Bonnet (stagiair) · 
Fogen (stagiair) · 
Tournier (stagiair) 
Atienza · 
Beloesov · 
Bourgain · 
Clain · 
Cuesta · 
Dublé ·
Farazijn · 
Flammang · 
Fofonov ·
Gané · 
Gaumont · 
Hayles · 
Kivilev · 
Krafft · 
Lamour · 
Le Boulanger · 
D. Lefèvre · 
L. Lefèvre · 
Lelli · 
Lopeboselli ·
Loué · 
Mattan · 
Millar · 
Moncoutié · 
Peers · 
Planckaert ·
Pommereau ·
Rinero · 
Rutkiewicz ·
Sassone · 
Silovs (tot 31/07) · 
Tessier · 
Tombak · 
Tournant · 
Trentin · 
Andre (stagiair) · 
Vanoverschelde (stagiair) 